# Algarve Cup 2010
L'Algarve Cup 2010 è stata la diciassettesima edizione dell'Algarve Cup. Ebbe luogo dal 24 febbraio al 3 marzo 2010.

## Formato
Le 12 squadre erano divise in tre gironi all'italiana. I gruppi A e B contenevano le squadre meglio piazzate nel ranking che si contesero il titolo.
Dopo gli scontri diretti nel girone, vennero disputate sei finali: la finale per l'undicesimo posto fra le ultime due del gruppo C, la finale per il nono posto tra la seconda del gruppo C e la peggiore quarta tra gli altri due gruppi, la finale per il settimo posto tra la prima del gruppo C e la migliore quarta tra gli altri due gruppi, la finale per il quinto posto tra le terze dei primi due gruppi, la finale per il terzo posto tra le seconde dei primi due gruppi e la finale tra le prime dei primi due gruppi.
Erano assegnati tre punti per la vittoria, uno per il pareggio e zero per la sconfitta. In caso di parità di punti, venivano considerati gli scontri diretti, la differenza reti e i gol fatti.

## Squadre
- Austria
- Cina
- Danimarca
- Fær Øer

- Finlandia
- Germania
- Islanda
- Norvegia

- Portogallo
- Romania
- Stati Uniti
- Svezia

## Fase a gironi

### Gruppo A
| Squadra   | Pt | G | V | N | P | GF | GS | DR  |
| --------- | -- | - | - | - | - | -- | -- | --- |
| Germania  | 9  | 3 | 3 | 0 | 0 | 16 | 0  | +16 |
| Cina      | 4  | 3 | 1 | 1 | 1 | 3  | 6  | -3  |
| Danimarca | 3  | 3 | 1 | 0 | 2 | 2  | 7  | -5  |
| Finlandia | 1  | 3 | 0 | 1 | 2 | 2  | 10 | -8  |

| Arbitro: | Quetzalli Alvarado Godinez |

|             |           |               |
| Han Duan 7’ | Marcatori | 54’ Sällström |

| Arbitro: | Michelle Pye |

|                                        |           |  |
| Behringer 36’ Prinz 56’ Grings 58’ 82’ | Marcatori |  |

| Arbitro: | Silvia Reyes Juarez |

|  |           |                 |
|  | Marcatori | 12’ 25’ Xu Yuan |

| Arbitro: | Christina Pedersen |

|                                                       |           |  |
| Grings 34’ 65’ 70’ Popp 61’ 66’ Keßler 77’ Müller 84’ | Marcatori |  |

| Arbitro: | Quetzalli Alvarado Godinez |

|  |           |                                                  |
|  | Marcatori | 2’ Garefrekes 16’ 42’ Mittag 75’ Peter 90’ Zietz |

| Arbitro: | Marina Wozniak |

|                    |           |                             |
| Munk 21’ Nadim 80’ | Marcatori | 7’ (rig.) Österberg Kalmari |

### Gruppo B
| Squadra     | Pt | G | V | N | P | GF | GS | DR |
| ----------- | -- | - | - | - | - | -- | -- | -- |
| Stati Uniti | 9  | 3 | 3 | 0 | 0 | 6  | 1  | +5 |
| Svezia      | 4  | 3 | 1 | 1 | 1 | 7  | 5  | +2 |
| Norvegia    | 4  | 3 | 1 | 1 | 1 | 6  | 6  | 0  |
| Islanda     | 0  | 3 | 0 | 0 | 3 | 3  | 10 | -7 |

| Arbitro: | Christine Bek |

|                                  |           |  |
| Atladóttir 60’ (aut.) Cheney 62’ | Marcatori |  |

| Arbitro: | Kirsi Heikkienen |

|                         |           |                            |
| Wiik 7’ Christensen 13’ | Marcatori | 20’ Sembrant 53’ Landström |

| Arbitro: | Sung Mi Cha |

|               |           |                   |
| Herlovsen 64’ | Marcatori | 13’ 90+2’ Wambach |

| Arbitro: | Kateryna Monzul' |

|                  |           |                                                        |
| Magnúsdóttir 17’ | Marcatori | 47’ 71’ (rig.) Dahlkvist 52’ 64’ Liljegärd 69’ Asllani |

| Arbitro: | Efthalia Mitsi |

|                |           |  |
| Cheney 57’ 87’ | Marcatori |  |

| Arbitro: | Kateryna Monzul' |

|                                   |           |                              |
| Viðarsdóttir 55’ Magnúsdóttir 73’ | Marcatori | 8’ 58’ Gulbrandsen 62’ Woods |

### Gruppo C
| Squadra    | Pt | G | V | N | P | GF | GS | DR  |
| ---------- | -- | - | - | - | - | -- | -- | --- |
| Romania    | 7  | 3 | 2 | 1 | 0 | 7  | 1  | +6  |
| Portogallo | 7  | 3 | 2 | 1 | 0 | 7  | 1  | +6  |
| Austria    | 3  | 3 | 1 | 0 | 2 | 4  | 4  | 0   |
| Fær Øer    | 0  | 3 | 0 | 0 | 3 | 1  | 13 | -12 |

Nota: Romania prima per sorteggio.
| Arbitro: | Efthalia Mitsi |

|                                     |           |  |
| Vieira 5’ 19’ Fernandes 41’ 45’ 46’ | Marcatori |  |

| Arbitro: | Theresa Raissa Neguel |

|                 |           |  |
| Dușa 4’ Rus 35’ | Marcatori |  |

| Parchal 26 febbraio 2010 | Portogallo                | 0 – 0 | Romania | Complexo Desportivo Belavista\| Arbitro: \| Carolina Gonzalez Urrutia \| |
| Arbitro:                 | Carolina Gonzalez Urrutia |       |         |                                                                          |

| Lagos 26 febbraio 2010                                      | Austria   | 3 – 0 | Fær Øer | Municipal Stadium |
| \| \| \| \| \| Burger 7’ Gröbner 28’ 59’ \| Marcatori \| \| |           |       |         |                   |
|                                                             |           |       |         |                   |
| Burger 7’ Gröbner 28’ 59’                                   | Marcatori |       |         |                   |

| Arbitro: | Faduma Dia |

|            |           |                                     |
| Hansen 11’ | Marcatori | 3’ 6’ 75’ Rus 78’ Iuşan 90+1’ Pavel |

| Arbitro: | Jia Wang |

|                             |           |             |
| Matias 71’ (rig.) Couto 81’ | Marcatori | 13’ Gröbner |

## Finale Undicesimo Posto
| Arbitro: | Silvia Reyes Juarez |

|                                                             |           |  |
| Hanschitz 59’ 90+1’ Gröbner 68’ Burger 73’ Puntigam 75’ 89’ | Marcatori |  |

## Finale Nono Posto
| Arbitro: | Christina Pedersen |

|  |           |                                                     |
|  | Marcatori | 49’ Magnúsdóttir 62’ Viðarsdóttir 90+3’ Lárusdóttir |

## Finale Settimo Posto
| Arbitro: | Theresa Raissa Neguel |

|  |           |           |
|  | Marcatori | 17’ Pavel |

## Finale Quinto Posto
| Arbitro: | Sung Mi Cha |

|                        |           |                |
| Rasmussen 48’ Veje 60’ | Marcatori | 90+4’ Pedersen |

## Finale Terzo Posto
| Arbitro: | Michelle Pye |

|  |           |                           |
|  | Marcatori | 13’ Dahlkvist 68’ Fischer |

## Finale
| Arbitro: | Kirsi Heikkinen |

|                |           |                                  |
| Grings 41’ 74’ | Marcatori | 18’ Lloyd 22’ Wambach 69’ Cheney |

## Classifica finale
| Posizione | Squadra     |
| --------- | ----------- |
| 1         | Stati Uniti |
| 2         | Germania    |
| 3         | Svezia      |
| 4         | Cina        |
| 5         | Danimarca   |
| 6         | Norvegia    |
| 7         | Romania     |
| 8         | Finlandia   |
| 9         | Islanda     |
| 10        | Portogallo  |
| 11        | Austria     |
| 12        | Fær Øer     |